# Liste der Biografien/Neo
Liste der Biografien |
Portal Biografien |
Personensuche
# |
A |
B |
C |
D |
E |
F |
G |
H |
I |
J |
K |
L |
M |
N |
O |
P |
Q |
R |
S |
T |
U |
V |
W |
X |
Y |
Z |
?
 
Na |
Nb |
Nc |
Nd |
Ne |
Nf |
Ng |
Nh |
Ni |
Nj |
Nk |
Nl |
Nm |
Nn |
No |
Nr |
Ns |
Nt |
Nu |
Nv |
Nw |
Nx |
Ny |
Nz
 
Nea |
Neb |
Nec |
Ned |
Nee |
Nef |
Neg |
Neh |
Nei |
Nej |
Nek |
Nel |
Nem |
Nen |
Neo |
Nep |
Ner |
Nes |
Net |
Neu |
Nev |
New |
Nex |
Ney |
Nez
Die Liste der Biografien führt alle Personen auf, die in der deutschsprachigen Wikipedia einen Artikel haben. Dieses ist eine Teilliste mit 19 Einträgen von Personen, deren Namen mit den Buchstaben „Neo“ beginnt.

## Neo
- NEO (* 1983), schwedisch-isländischer Popsänger
- Neo Unleashed, deutscher Rapper
- Neo Yu Yan, Vanessa (* 1987), singapurische Badmintonspielerin
- Neo, August (1908–1982), estnischer Ringer
- Neo, Jie Shi (* 1985), singapurische Marathonläuferin

### Neob
- Neobule, griechische Frau

### Neoc
- Neocleous-Deutschmann, Maria (* 1951), griechisch-zyprische Fernsehregisseurin
- Neocorus († 1630), deutscher evangelischer Theologe, Chronist Dithmarschens

### Neod
- Neodomus, Nikolaus (1535–1578), deutscher Mathematiker

### Neof
- Neofit (1945–2024), bulgarischer Geistlicher, Patriarch der Bulgarisch-Orthodoxen KircheNeofit von Bulgarien (1945–2024)

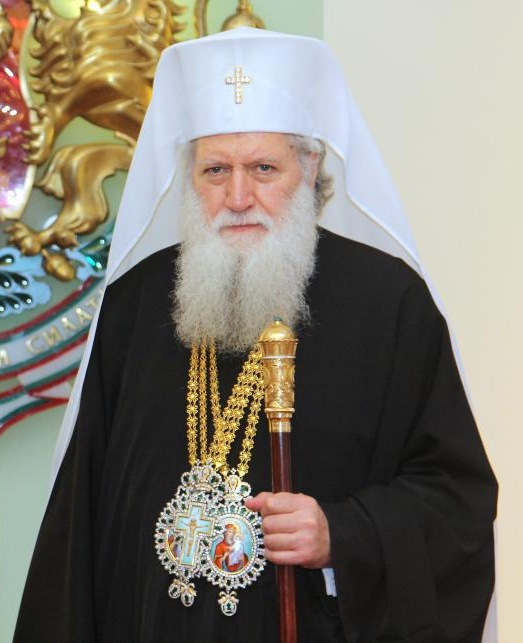
Neofit von Bulgarien (1945–2024)

- Neofit Rilski (1793–1881), bulgarischer Kirchenfreiheitskämpfer und Geistlicher

### Neog
- Neogy, Kshitish Chandra (* 1888), indischer Politiker

### Neom
- Neomillnerová, Petra (* 1970), tschechische Buchrezensentin und Science-Fiction-Schriftstellerin

### Neop
- Neophytos I., Patriarch von Konstantinopel 1153 oder 1154
- Neophytou, Averof (* 1961), zyprischer Politiker, DISY-Vorsitzender
- Neophytou, Marios (* 1977), zyprischer Fußballspieler und -trainer
- Neoptolemos († 334 v. Chr.), makedonischer Adliger
- Neoptolemos († 321 v. Chr.), makedonischer General und Diadoche

### Neot
- Neotia, Harshavardhan (* 1961), indischer Unternehmer